# Bath, Somerset

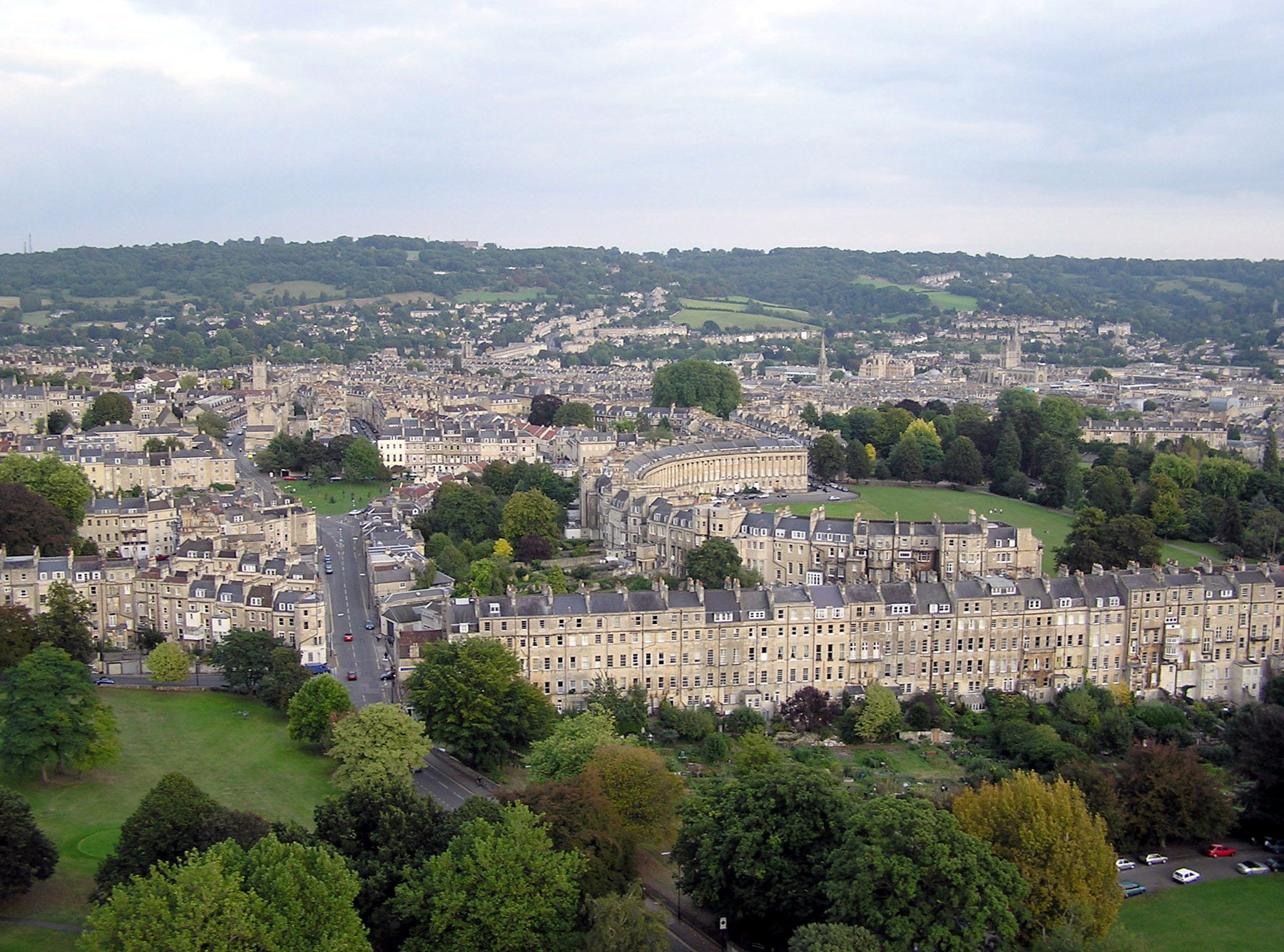

Bath (/ˈbɑːθ/ hoặc /ˈbæθ/) là thành phố ở hạt lễ nghi Somerset ở tây nam nước Anh. Thành phố có cự ly 156 km về phía tây Luân Đôn và 21 km về phía đông nam Bristol. Dân số thành phố là 83.992 người. Nó được ban tư cách thành phố theo hiến chương hoàng gia bởi nữ hoàng Elizabeth I vào năm 1590, và được chuyển thành county borough vào năm 1889 cho phép thành phố độc lập về hành chính khỏi hạt, Somerset. Thành phố đã trở thành một phần của Avon khi hạt này được lập năm 1974. Từ năm 1996, khi Avon bị giải thể, Bath đã trở thành trung tâm chính của chính quyền đơn nhất Bath and North East Somerset (B&NES).
Thành phố đã được lập làm một khu nghỉ dưỡng với tên gọi Latin, Aquae Sulis ("nước của Sulis") bởi những người La Mã vào năm 43, họ cho xây các phòng tắm La Mã và một ngôi đền ở các đồi bao quanh của Bath trong thung lũng sông Avon xung quanh các suối nước nóng, là các suối nước nóng duy nhất xuất hiện tự nhiên ở Vương quốc Anh.
Thành phố có công trình Royal Crescent.
Thành phố Bath được đưa vào danh sách di sản thế giới năm 1987.

## Thành phố kết nghĩa
- Aix-en-Provence, Pháp
- Alkmaar, Hà Lan
- Braunschweig, Đức
- Kaposvár, Hungary
- Beppu, Nhật Bản